# New Horse Springs, Novi Meksiko
New Horse Springs je neuključeno područje u okrugu Catronu u američkoj saveznoj državi Novom Meksiku. 
Identifikacijski broj Informacijskog sustava zemljopisnih imena (GNIS-a) tog ureda je 897532.

## Povijest
Ovo je naselje nastalo nakon što je ovdje izgrađena prodavaonica mješovite robe oko 4 km istočno od naselja Horse Springsa. Horse Springs je poslije (1975.) postao Old Horse Springs, a mjesto prodavaonice s nekolicinom okolnih građevina New Horse Springs.
Ime ovom kraju dali su vojnici koji su putem od Soccora do Fort Tularose izgubili konja, a ovdje su ga našli na povratku.

## Zemljopis
Nalazi se na 33°55′30″N 108°11′17″W / 33.92500°N 108.18806°W, 4 km istočno od Old Horse Springsa, 8 km jugozapadno od Konjske planine (Horse Mountain) i 60 km sjeveroistočno od okružnog sjedišta Reservea.